# Amapá
Amapá è uno stato del Brasile situato nell'estremo nord del paese. Confina a nord con la Guyana francese, a sud e a ovest con lo stato di Pará, mentre a est si affaccia sull'oceano Atlantico. Lo stato ha lo 0,4% della popolazione brasiliana e produce lo 0,22% del PIL brasiliano.

## Geografia fisica
Amapá è situato alla foce del Rio delle Amazzoni ed è in prevalenza coperto dalla foresta pluviale. All'interno si trovano alcune colline di modesta altitudine che rappresentano la sezione più orientale delle alture della Guiana. La foresta amazzonica nella parte settentrionale dello Stato è tutelata dal parco nazionale di Tumucumaque, il più esteso parco nazionale brasiliano, e dal parco nazionale di Capo Orange, che copre anche una fascia costiera di 10 km nell'oceano Atlantico.

## Economia
Lo Stato, anche a causa della limitata estensione territoriale e demografica, contribuisce all'economia brasiliana solo per lo 0,2%.
Il settore primario è occupato nella pesca e nell'agricoltura di sussistenza (prodotti tropicali) mentre il settore secondario è concentrato nell'estrazione e nella lavorazione di manganese, ferro, bauxite e altri minerali.
Il terziario è quasi assente tranne che nei centri di medie dimensioni come il capoluogo Macapá.

## Storia
I portoghesi occuparono la regione dandole il nome di "Costa do Cabo Norte". Dopo i falliti tentativi di occupazione da parte di inglesi e olandesi, nel XVII secolo il territorio venne rivendicato dalla Francia. Il Trattato di Utrecht del 1713 fissò i confini fra Brasile e Guiana francese, assegnando l'attuale Amapá al Portogallo. Quanto previsto dal trattato non venne accettato dai francesi, anche a causa della scoperta dell'oro e alla valorizzazione dello sfruttamento della gomma.
Il 1º maggio 1900 la Commissione Arbitrale di Ginevra riconfermò la sovranità del Brasile che incorporò la regione (con il nome di Araguari) nello Stato di Pará, per poi farne un territorio federale con il nome di Amapá nel 1944. La scoperta di ricchi giacimenti di manganese nella Serra do Navio (1945) rivoluzionò l'economia locale. Il 5 ottobre 1988 l'Amapá divenne uno Stato federato, il più giovane del Brasile.

## Bandiera

La Bandiera dello Amapá

La bandiera attuale fu adottata con il decreto numero 008 del 23 aprile 1984. Il colore blu nella parte superiore rappresenta la giustizia e il cielo di Amapá, il verde al centro la foresta pluviale, il giallo nella parte inferiore l'unione e le risorse naturali. Il nero delle piccole strisce ricorda coloro i quali caddero adoperandosi per lo Stato, il bianco simboleggia il desiderio di vivere in pace e stabilità. Il simbolo a sinistra riproduce il Forte di São José, a partire dal quale si sviluppò la capitale dello Stato. Prima del 1984 l'Amapá aveva una bandiera rossa-bianca-rossa simile a quella del Perù, con al centro sempre il Forte.

## Geografia antropica

### Suddivisioni amministrative
Lo Stato è composto dalla capitale e da altri 15 comuni.
I comuni sono raggruppati in 4 microregioni, a loro volta raggruppate in due mesoregioni. Queste due entità sono state create dall'Instituto Brasileiro de Geografia e Estatística, l'istituto nazionale brasiliano di geografia e statistica, per soli fini statistici, pertanto non individuano entità politiche o amministrative.

#### Mesoregioni
- Norte do Amapá
- Sul do Amapá

#### Microregioni
- Amapá
- Macapá
- Mazagão
- Oiapoque

#### Capitale
- Macapá